# ミロンのほしぞらしゃぼん パズル組曲
『ミロンのほしぞらしゃぼん パズル組曲』は、2006年7月6日に株式会社ハドソンから発売されたニンテンドーDS用のパズルゲームで、携帯電話用アプリ『ミロンのほしぞらしゃぼん』が元になっている。

## 概要
「エプシロン音楽隊への入隊を夢見る少年ミロンが、入隊を賭けて落合と明日のしゃぼんまつりで対決することになった」というストーリー。主人公のミロンをはじめ、ファミコン用ソフト『迷宮組曲 ミロンの大冒険』とキャラクターや世界観を共有しており、ストーリーやゲーム内容に直接的な関連性はないが、『迷宮組曲』のオマージュ要素が各所に存在する（後述）。
ゲームは、青・赤・黄の3色のしゃぼんを飛ばし、上空から降りてくるしゃぼんとくっつけて消すというもの。しゃぼんの色によって消える並べ方がそれぞれ異なる。
エンドレス・タイムアタック・パズルの3種類のモードがあり、パズルモードのみにエンディングがある。
なお、公式サイト上では期間限定でタイムアタックのハイスコアランキングが行われている。上位入賞者には商品が用意されている。
使用できるキャラクターはミロン、ルシエラ、おじいちゃん、落合がいる。
『迷宮組曲』との関連要素として
- 隠しキャラとして『迷宮組曲』版のミロン（ドット絵が『迷宮組曲』のもの）が使用可能。
- オープニングやエンディング曲がBGMとして聴ける。
- エンディングで『迷宮組曲』のボーナスステージが遊べる。

などがある。またおまけ要素として『シュウォッチ』が搭載されているが、『迷宮組曲』のタイトル画面にも連射測定機能がある。